# Rudolfkiez

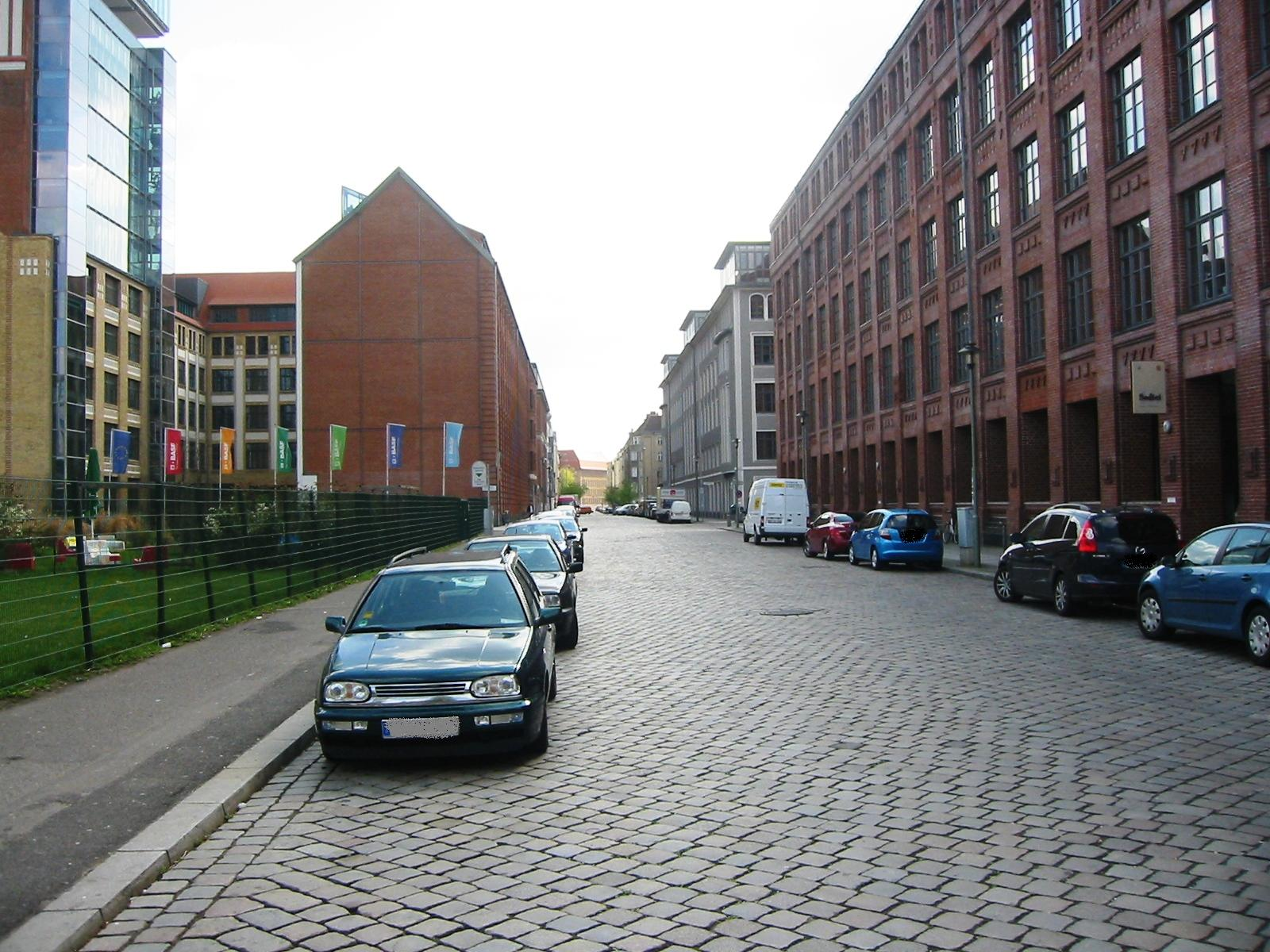
Rotherstraße

Als Rudolfkiez (auch: Stralauer Kiez) bezeichnet man ein Gebiet des Berliner Ortsteils Friedrichshain im Bezirk Friedrichshain-Kreuzberg.
Er liegt am südlichen Ende von Friedrichshain. Das Gebiet ist zu allen Seiten von breiten Verkehrswegen begrenzt und dadurch deutlich von den umliegenden Wohngebieten getrennt. In Richtung Westen wird es durch die Warschauer Straße, in Richtung Norden und Osten durch Bahntrassen und Richtung Süden durch die Stralauer Allee und die Spree begrenzt. Die Modersohnbrücke über die Bahngleise verbindet das Wohngebiet mit den nördlich anschließenden Teilen von Friedrichshain.
Das Wohngebiet entstand zu großen Teilen Anfang des 20. Jahrhunderts. Mit der Ansiedlung des Glühlampenwerkes der Deutschen Gasglühlicht AG (ab 1920 Osram-Stammwerk und später Sitz des VEB Narva Kombinat  Berliner Glühlampenwerk) bestand Bedarf nach Wohnraum in der Umgebung. Die Gebrüder Koch errichteten um 1904 eine Reihe von Wohngebäuden um die Rotherstraße und den Rudolfplatz.
Das Zentrum ist der Rudolfplatz mit der Zwinglikirche, 1903 von Jürgen Kröger erbaut. Das Ensemble um den Rudolfplatz mit der Zwinglikirche und einer Reihe von um 1904 von Sigismund Koch erbauten Wohngebäuden steht unter Denkmalschutz, ebenso der Komplex Industrieanlage Auergesellschaft, das spätere Osram- bzw. Narvawerk. In der Rotherstraße 8–11 soll bis 2026 ein vom Senat mit 4,6 Millionen Euro gefördertes „House of Games“ entstehen.
Es gibt Sportplätze, eine Schulfarm, außerdem noch einige Kitas und kleinere Kneipen. Man findet überwiegend Altbauten, teils renoviert und teilweise Neubauten. Die kleinen ruhigen Straßen sind wenig befahren.
Der westliche Teil wird auch Oberbaum City genannt. Südlich der Stralauer Allee an der Spree liegt der ehemalige Osthafen. Hier in den alten Speichern des Glühlampenwerkes haben MTV und Universal ihren Firmensitz bezogen.